# Cow Moose Bay
Cow Moose Bay – zatoka (ang. bay) jeziora Shingle Lake w kanadyjskiej prowincji Nowa Szkocja, w hrabstwie Lunenburg; nazwa urzędowo zatwierdzona 7 grudnia 1937.